# Закон про санкції проти Росії 2022 року
Закон про санкції проти Росії 2022 року (англ. Russia Sanctions Act 2022)  — це закон парламенту, прийнятий парламентом Нової Зеландії, який встановлює рамки автономних санкцій проти Росії у відповідь на її вторгнення в Україну в 2022 році. Цей закон дозволить накладати санкції на осіб, відповідальних або пов’язаних з вторгненням Росії в Україну, включаючи людей, служби, компанії та активи. Закон про санкції також дозволяє вводити санкції проти інших держав, причетних до російської агресії, включаючи Білорусь. 9 березня 2022 року за одностайної підтримки всіх партій, представлених у парламенті, був прийнятий Закон про санкції проти Росії.

## Ключові положення
Закон про санкції проти Росії дозволяє Новій Зеландії вводити та застосовувати санкції у відповідь на російське вторгнення в Україну, яке почалося 22 лютого 2022 року. Ці санкції діють незалежно від системи ООН і охоплюють військові дії Росії, а також країн або осіб, які можуть допомагати Росії.
Основні положення включають:
- заморожування активів у Новій Зеландії;
- запобігання людям і компаніям переміщення своїх грошей та активів до Нової Зеландії, щоб уникнути іноземних санкцій;
- заборона супер-яхт, кораблів і літаків в'їзд у води та повітряний простір Нової Зеландії;
- створення реєстру з переліком осіб, активів та послуг під санкціями.[6][3]

Законом про санкції Росії також передбачено штрафи та терміни позбавлення волі за такі злочини:
- Особам, які порушують санкції, загрожує семирічне ув’язнення або штраф, що не перевищує 100 000 новозеландських доларів.
- Суб'єкти, які порушують санкції, підлягають штрафу в розмірі не більше 1 мільйона новозеландських доларів.
- Особи, які підлягають цим правопорушенням, включають тих, хто свідомо надав неправдиву або оманливу інформацію або пропустив інформацію про діяльність, заборонену Законом про санкції. Їм загрожує семирічне ув’язнення або штраф, який не перевищує 100 000 новозеландських доларів.
- Особи, які свідомо не надають звіт про заборонену діяльність або надають оманливу та неправдиву інформацію щодо цієї діяльності, загрожують тюремному ув’язненню на один рік або штрафу, який не перевищує 20 000 новозеландських доларів.
- Суб'єкти, які свідомо не надають звіт про заборонену діяльність або надають оманливу та неправдиву інформацію щодо цієї діяльності, підлягають штрафу в розмірі не більше 200 000 новозеландських доларів.[6] Ця стаття містить текст доступний за ліцензією CC BY 4.0.

У відповідь на порушення, які сталися за межами Нової Зеландії, можна розпочати судовий розгляд. Екстериторіальна юрисдикція щодо правопорушень поширюється на:
- Громадяни, резиденти або організації Нової Зеландії, зареєстровані в Новій Зеландії.
- Кораблі та літаки, зареєстровані в морській, цивільній авіації та Силах оборони Нової Зеландії.[6]

## Історія

### Передумови
У відповідь на ескалацію прикордонної напруженості між Росією та Україною на початку 2022 року міністр закордонних справ Нової Зеландії Наная Махута розкритикувала нарощування російської армії та висловила підтримку суверенітету та територіальній цілісності України. Крім того, прем'єр-міністр Джасінда Ардерн попередила, що Нова Зеландія розглядає можливість застосування цілеспрямованих санкцій проти Росії. Після російського вторгнення в Україну в 2022 році, яке почалося 22 лютого 2022 року, Ардерн засудив вторгнення Росії і закликав Москву вийти з України. Крім того, шостий лейбористський уряд призупинив дипломатичні контакти на високому рівні з Росією та ввів заборони на поїздки та експортний контроль.
2 березня 2022 року Нова Зеландія приєдналася до 140 держав у голосуванні за резолюцію Генеральної Асамблеї ООН ES-11/1, яка засуджувала вторгнення Росії в Україну та вимагала повного виведення російських військових. Того ж дня Нова Зеландія приєдналася до 39 інших держав, які були учасниками Римського статуту, офіційно передавши ситуацію в Україні прокурору Міжнародного кримінального суду. 7 березня Ардерн оголосив, що уряд Нової Зеландії запровадить законодавство про введення автономних санкцій проти Росії поза рамками ООН. Законодавство про санкції також стосуватиметься інших держав, причетних до російської агресії проти України, включаючи Білорусь.
7 березня російське державне інформаційне агентство ТАСС повідомило, що російський уряд включив Нову Зеландію до списку іноземних держав і територій, які вчинили "недружні дії" проти Росії, російських компаній і громадян Росії. Інші країни в списку включали Сполучені Штати, Канаду, Європейський Союз, Велику Британію, Японію, Південну Корею, Австралію, Мікронезію, Нову Зеландію, Сінгапур і Тайвань.

### Законодавчий пасаж
Закон про санкції проти Росії був прийнятий у першому читанні 9 березня 2022 року. Міністр закордонних справ Махута офіційно представив законопроєкт, обґрунтувавши його як відповідь на російську агресію. Співлідер партії маорі Равірі Вайтиті підтримав законопроєкт, але поставив під сумнів неспроможність Нової Зеландії засудити вторгнення Сполучених Штатів в Афганістан та Ірак, а також ізраїльську окупацію Палестини. Член парламенту від Національної партії Тодд МакКлей підтримав законопроєкт, але розкритикував повільність уряду у прийнятті автономного законодавства про санкції. 
Також 9 березня відбулося друге читання законопроєкту. Народні депутати Джеррі Браунлі підтримали законопроєкт, але розкритикував повільну реакцію лейбористського уряду на дії Росії в Україні та заклик до висилки посла Росії в Новій Зеландії. Браунлі також похвалив молочну компанію Fonterra за призупинення експортної торгівлі з Росією. Ендрю Літтл, міністр, відповідальний за агентство сигнальної розвідки, Бюро безпеки зв'язку уряду (GCSB), захищав відповідь свого уряду; посилаючись на неспроможність попереднього П’ятого національного уряду ввести автономні санкції проти Росії після анексії Криму в 2014 році.
Національний депутат Саймон О'Коннор поставив під сумнів ефективність Організації Об'єднаних Націй у врегулюванні конфлікту та вирішення питань прав людини. Крім того, кілька депутатів, депутати від Лейбористської партії Філ Твіфорд, Ібрагім Омер, Інгрід Лірі, співлідер Партії зелених Джеймс Шоу, заступник голови ACT Брук Ван Велден, національний депутат Марк Мітчелл висловилися за закон під час обговорення конфлікту в Україні та ефективності Організації Об'єднаних Націй. Депутат від лейбористів Тангі Утікере офіційно підтримав законопроєкт у Палаті представників.
На етапі в комітеті Шоу подав додатковий документ, що наказує колегу з зелених депутатів Голріза Гахрамана, що законопроєкт містить поправку, згідно з якою міністр закордонних справ «також повинен враховувати відповідні резолюції Генеральної Асамблеї Організації Об’єднаних Націй». О'Коннор розкритикував запропоновану поправку на тій підставі, що метою закону було гарантувати, що здатність Нової Зеландії вводити автономні санкції не буде обмежена процесом Організації Об'єднаних Націй. Парламент відхилив поправку Гахрамана з перевагою 108 (лейбористська, національна, ACT) проти 10 голосів (зелені).
Законопроєкт було ухвалено в третьому читанні ввечері 9 березня. Спонсор законопроєкту Махута підкреслив міжпартійну підтримку, яку отримав законопроєкт, і підкреслив гуманітарну допомогу Нової Зеландії. Браунлі підтвердив підтримку Національною партією закону про санкції, а О'Коннор похвалив готовність Махути досліджувати ширші автономні санкції та закони, подібні до американського закону Магнітського. Депутат від Лейбористської партії Девід Паркер та один із лідерів Зелених Шоу розповіли про порушення прав людини в Росії та безгосподарність економіки. Лідер ACT Девід Сеймур також наголосив на необхідності відрізняти звичайних росіян від Путіна та російського уряду. Депутат від Лейбористської партії Вануші Уолтерс офіційно підтримав закон у Палаті представників.

### Примусове виконання
18 березня Махута підтвердив, що 364 додаткові політичні та військові об'єкти були додані до списку заборонених на в'їзд в рамках першого траншу санкцій. Крім того, 13 фізичних та 19 юридичних осіб були додані до списку цільових санкцій, включаючи заборону морських суден, літаків та заморожування активів. Реєстр санкцій опубліковано на сайті Міністерства закордонних справ і торгівлі (MFAT). Серед відомих заборонених осіб були президент Росії Володимир Путін, прем'єр-міністр Михайло Мішустін і міністр закордонних справ Сергій Лавров. Крім того, уряд Нової Зеландії створив підрозділ із санкцій щодо Росії між відомствами для забезпечення виконання положень Закону про санкції проти Росії 2022 року.